# بيلي كارتر
بيلي كارتر (بالإنجليزية: Billy Carter) هو سياسي أمريكي، ولد في 29 مارس 1937 في بلاينز في الولايات المتحدة، وتوفي بنفس المكان في 25 سبتمبر 1988 بسبب سرطان البنكرياس، وهو شقيق الرئيس الأمريكي الأسبق جيمي كارتر .